# Сундоба (приток Волги)
Сундоба — река в России, впадает в волжское Горьковское водохранилище слева, протекает в Рыбинском районе Ярославской области.
Исток реки находится в лесной, болотистой местности, примерно в 3 км к западу от деревни Екимовское и течёт в основном на юг незначительно отклоняясь к западу. Около деревни Гаютино (на правом берегу) река выходит на открытую местность, протекает через деревни Алексеевское, Головичино, Борисовка, Митянино, Старое Быково и между деревнями Гаврилово и Кушляево (2,5 км от города Рыбинска) впадает в Волгу. Ниже деревни Гаютино в справа в реку впадает небольшой приток. Другой, более крупный, правый приток протекающий через деревню Назарово впадает в реку практически при её впадении в Волгу. Устье реки приходится на 2704 км от устья по левому берегу Волги. Длина реки около 10 км.
Около устья реки долгое время располагалась пристань Сундоба.

## Данные водного реестра
По данным государственного водного реестра России относится к Верхневолжскому бассейновому округу, водохозяйственный участок реки — Волга от Рыбинского гидроузла до города Кострома, без реки Кострома от истока до водомерного поста у деревни Исады, речной подбассейн реки — Волга ниже Рыбинского водохранилища до впадения Оки. Речной бассейн реки — (Верхняя) Волга до Куйбышевского водохранилища (без бассейна Оки).
Код объекта в государственном водном реестре — 08010300212110000010415.